# Isis Louise van den Broek
Isis Louise van den Broek (* 28. Dezember 2005) ist eine niederländische Tennisspielerin.

## Karriere
Van den Broek spielt vor allem auf der ITF Women’s World Tennis Tour, auf der sie bisher einen Titel im Einzel und vier im Doppel gewinnen konnte.
2022 rutschte sie als Lucky Loser ins Hauptfeld des Juniorinneneinzel in Wimbledon, unterlag dort aber bereits in der ersten Runde Taylah Preston mit 5:7 und 5:7.
2023 qualifizierte sie sich Anfang Juli für das Hauptfeld der BICT Groep ITF The Hague, wo sie in der ersten Runde mit 4:6 und 2:6 gegen Ayla Aksu verlor. Im Doppel verlor sie an der Seite ihrer Partnerin Indy de Vroome ebenfalls bereits in der ersten Runde gegen Ilinca Amariei und Adrienn Nagy mit 6:3, 0:6 und [15:17]. Eine Woche später erhielt sie eine Wildcard für das Hauptfeld im Dameneinzel der mit 60.000 US-Dollar dotierten Amstelveen Women’s Open, wo sie mit einem 7:5, 2:6 und 6:2 Sieg gegen Jessie Aney ins Achtelfinale einzog, dort aber mit 3:6 und 3:6 gegen die topgesetzte Kaia Kanepi verlor. Im Doppel erhielt sie zusammen mit ihrer Partnerin Annelin Bakker ebenfalls eine Wildcard. Die beiden verloren ihr Erstrundenmatch gegen die Schwestern Demi und Lian Tran mit 5:7 und 2:6. Im August feierte sie ihren bislang größten Erfolg, als sie mit einer Wildcard für das Hauptfeld ausgestattet mit Siegen über Carlota Martínez Círez und Manon Léonard bis ins Viertelfinale im Dameneinzel einziehen konnte, dort aber mit 4:6 und 5:7 gegen Fabienne Gettwart verlor. Im Doppel verlor sie zusammen mit ihrer Partnerin Lian Tran das Auftaktmatch gegen das deutsche Duo Luisa Meyer auf der Heide und Joëlle Steur mit 4:6 und 3:6.
2024 erhielt sie im Juni eine Wildcard für die Qualifikation zum Hauptfeld im Dameneinzel der Libéma Open, ihrem ersten Turnier auf der WTA Tour, verlor aber ihre Erstrundenbegegnung mit 6:4, 2:6 und 1:6 gegen Zeynep Sönmez.

## Turniersiege

### Einzel
| Nr. | Datum              | Turnier | Kategorie | Belag | Finalgegnerin     | Ergebnis  |
| --- | ------------------ | ------- | --------- | ----- | ----------------- | --------- |
| 1.  | 10. September 2023 | Haren   | ITF W15   | Sand  | Eva Marie Voracek | 7:65, 6:0 |

### Doppel
| Nr. | Datum              | Turnier | Kategorie | Belag     | Partnerin          | Finalgegnerinnen                  | Ergebnis          |
| --- | ------------------ | ------- | --------- | --------- | ------------------ | --------------------------------- | ----------------- |
| 1.  | 20. April 2024     | Telde   | ITF W15   | Sand      | Sarah van Emst     | Tilwith Di Girolami Laïa Petretic | 6:4, 2:6, [10:2]  |
| 2.  | 7. September 2024  | Haren   | ITF W15   | Sand      | Rose Marie Nijkamp | Laura Böhner Mina Hodzic          | 4:6, 7:64, [10:6] |
| 3.  | 14. September 2024 | Dijon   | ITF W15   | Sand      | Rose Marie Nijkamp | Fabienne Gettwart Mina Hodzic     | 7:61, 6:4         |
| 4.  | 1. März 2025       | Manacor | ITF W15   | Hartplatz | Sarah van Emst     | Jasmijn Gimbrère Alice Robbe      | 6:4, 6:4          |